# 欧彦伶
欧彦伶（1980年11月—），女，仫佬族，广西罗城人，中华人民共和国政治人物。现任广西壮族自治区河池市商务局局长。第十三、十四届全国政协委员。